# 中江有里 裸足のメモワール
中江有里 裸足のメモワール（なかえゆり はだしのメモワール）はニッポン放送制作で、NRN系列各局において1991年10月13日～1993年10月3日にかけて放送されたラジオ番組。
パーソナリティは中江有里。

## 概要
- ニッポン放送に於いての放送時間は、毎週日曜日21:30〜22:00。
- 基本的に中江の一人トーク。各コーナーやはがき紹介、週によってはゲストとのトークを挟んで進行されていた。
- 放送開始当初はニッポン放送のみでの放送だったが、1992年4月改編時からネット局が付き、1993年3月までは4〜5局で放送されていた。1993年4月以降は再びニッポン放送のみでの放送となった。
- ニッポン放送においてはプロ野球中継（ショウアップナイター）の直後の時間での放送ということもあり、ナイター中継延長の場合は15分に時間短縮されたり、放送が休止になった日があった。

## コーナー・企画
- 中江テレフォン相談室
- 新宿バーチャルシアター
- パステルカラーのレターヘッド
- シアターメモワール（ラジオドラマコーナー）
  - 「裸足の戦士メモワール」（1992年5月31日まで）
  - 「夢の約束」（1992年7月6日 - 1992年10月11日）
  - 「幻の出会い」（1992年10月18日）
  - 「graduation」（1992年10月25日）
  - 「二人の帰り道」（1992年11月1日 - 1992年12月20日）
  - 「二人のバレンタイン」（1993年1月10日 - 1993年2月14日）
  - 「二人のホワイトデー」（1993年2月28日 - 1993年3月7日）
  - 「二人の三年後」（1993年3月21日）
  - 「五年後の二人」（1993年3月28日 - 1993年4月11日）
  - 「二人の想い」（1993年4月25日、1993年5月30日 - 1993年6月13日）
  - 「放課後の二人」（1993年5月16日）
  - 「空港の二人」（1993年7月4日 - 1993年7月11日）
  - 「思い出の喫茶店」（1993年9月19日）
- ゲストトーク
- はがき紹介
- 今日のNG
他

## ゲスト
- 時任三郎（1992年6月14日）
- 相田翔子（Wink）（1992年8月23日）
- 辛島美登里（1992年8月30日）
- 神田正輝（1992年10月18日）
- 神田利則（1992年10月25日）
- 久松史奈（1992年11月15日）
- KAN（1992年12月20日）
- 奥山佳恵（1993年2月14日）
- 大友康平（1993年4月18日）
- 保阪尚輝（1993年4月25日）
- 福山雅治（1993年6月20日）
- 持田真樹（1993年6月27日）
- 永瀬正敏（1993年8月29日）
- 宅麻伸（1993年9月5日）
他

## ネット局
- 山梨放送 - 月曜 22:30〜23:00 （1992年4月〜1993年3月）
- 高知放送 - 金曜 24:30〜25:00 （1992年4月〜1992年9月）
- 宮崎放送 - 火曜 24:00〜24:30 （1992年4月〜1993年3月）
- 静岡放送 - 日曜 19:00〜19:30 （1992年10月〜1993年3月）
- 南海放送 - 木曜 19:30〜20:00 （1992年10月〜1993年3月）
（出典：[1]）